# Jean Ybarnégaray
Michel Albert Jean Joseph Ybarnégaray, né le 16 octobre 1883 à Uhart-Cize (Basses-Pyrénées) et mort le 25 avril 1956 à Paris, est un homme politique français d'extrême droite.

## Biographie
Avocat de profession, il est le président-fondateur de la Fédération française et internationale de pelote basque en 1929.
Mobilisé en août 1914, il est blessé au Chemin des Dames, combat à Verdun, et finit la guerre comme capitaine d’état-major et chevalier de la Légion d'honneur.
Maire d’Uhart-Cize, il est député de Mauléon (Basses-Pyrénées) d’avril 1914 à mai 1942. Il s’affilie successivement aux groupes parlementaires Entente républicaine démocratique, Union républicaine démocratique, Fédération républicaine, et Indépendants républicains. Proche des ligues fascisantes : Jeunesses patriotes (JP) et ensuite Croix-de-feu où il accède au plus haut niveau de la hiérarchie, il est, après 1936, un des cadres du Parti social français (PSF) du colonel de La Rocque dont il est le député le plus célèbre et le chef du groupe parlementaire.
Il se distingue, après le 6 février 1934, par ses appels, lors de déplacements dans tout le pays, à : « [...] un retour au travail, à l'ordre, à l'autorité et à l'honneur » et une réponse à cet « appel de la race » qui a été entendu en Italie et en Allemagne, mais pas encore en France. « Le vieux sang gaulois est-il si anémique ? »
Il est nommé ministre d'État (10 mai au 16 juin 1940) du gouvernement Paul Reynaud. Il continue sa carrière après l’armistice du 22 juin 1940 et devient ministre des Anciens combattants et de la Famille française (17 juin au 10 juillet 1940) dans le gouvernement du maréchal Pétain, le dernier de la Troisième République. Le 10 juillet, il vote en faveur de la remise des pleins pouvoirs à Pétain. Du 11 juillet au 6 septembre, dans le premier gouvernement de l'« État français », il est secrétaire d’État à la Famille, à la Jeunesse et à la Santé avant d'être renvoyé du gouvernement comme ancien parlementaire de la Troisième République, avec quatre de ses collègues. À ces postes, il participe activement à l'épuration engagée par Vichy dans le milieu enseignant et demande un « contrôle sanitaire et racial pour l'immigration et la naturalisation. »
Ayant aidé des gens à passer les Pyrénées en 1943, il est arrêté et déporté au camp de Füssen-Plansee (Tyrol).
Sa qualité de membre d'un gouvernement du régime de Vichy lui vaut à la Libération d'être déféré devant la Haute Cour de justice. Le 18 mars 1946, Jean Ybarnégaray est mis en état d'indignité nationale et condamné à la dégradation nationale. Toutefois sa peine est suspendue pour « fait de résistance ».
Sa fille Maylis (1942-1988) a épousé François Debré.

## Décorations
- Officier de la Légion d'honneur (1930), Chevalier en 1916.
- Croix de guerre 1914–1918 avec deux citations à l'ordre de l'armée (deux palmes).